# Mesjid Kunyet
Mesjid Kunyet is een bestuurslaag in het regentschap Pidie van de provincie Atjeh, Indonesië. Mesjid Kunyet telt 207 inwoners (volkstelling 2010).